# Amanogawa
「Amanogawa」（アマノガワ）は、SKOOP（現Skoop On Somebody）が1999年7月23日にリリースした通算8枚目のシングルであり、SKOOP名義で発表した最後のシングル。

## 概要
SKOOP（現：Skoop On Somebody）自身が音源として発表したものだけでも4つのバージョンがあり、このシングルの「Amanogawa」、このシングルのカップリング、アルバム『Where do we go』収録のアルバムバージョン「アマノガワ」、バラードセレクションアルバム『Nice'n Slow Jam』にSkoop On Somebodyとして新録した「Amanogawa (S.O.S. edition)」が存在する。
オリジナルシングルバージョンは3rdアルバム『Where do we go』のシークレットトラックとしても収録されており、A面シングルコレクションの『Singles 2002〜1997』にも収録されている。
ライブでも度々演奏される。また、ライブで披露する際にはアコースティックアレンジになったりと、アレンジが数多く存在する。
FM局や有線では楽曲タイトルからか、七夕の時期にリクエストが殺到するようである。
2005年に新潟県新潟市青山海岸で行われた｢日本海夕日コンサート｣で、Skoop On Somebody、佐藤竹善、服部克久の計3組による｢日本一贅沢なAmanogawa｣と称してセッションが行われた。

## 収録曲
作詞・作曲：SKOOP
1. Amanogawa (5:46)
  - 編曲：SKOOP
2. Amanogawa (織姫 JOINT featuring 葛谷葉子) (6:37)
  - 編曲：KAT (松尾“KC”潔 for Never Too Much production and MAESTRO-T)
3. Nice'n Slow (TinyVoice, Mellow Mix) (5:27)
  - 編曲：今井了介 for TinyVoice production

## 佐藤竹善のカバー
佐藤竹善のカバー・シングル「アマノガワ」（ジャケット表記）は2002年8月21日に発売された。のちにアルバム『CORNERSTONES 2』、『THE SELECTION OF CORNERSTONES 1995－2004』にも収録された。

### 収録曲
1. Amanogawa
  - このカバーバージョンにはSkoop On Somebodyもコーラス参加している。佐藤自身この楽曲のファンであり、カラオケでは必ず歌うほど気に入っていたと言う。
2. Take Good Care Of My Heart
3. Hotel California
4. Amanogawa(Instrumental)

## 備考
「Amanogawa」はアマチュアバンドなどによっても多くカバーされており、ある種のスタンダードとなっているが、それらの多くはライブのみの披露であったり、完全な自主制作であったりとほぼ入手不可能に近いものが多い。

## カバー
EXILE ATSUSHIがライヴにてカバーしている（『Music』の特典DVD/Blu-rayに収録）。